# Lo bello y lo triste
Lo bello y lo triste (美しさと哀しみと, Utsukushisa to kanashimi to), es una novela del escritor japonés Yasunari Kawabata, ganador del premio Nobel de Literatura en 1968, y su última novela. Fue publicada por primera vez en 1965 por la editorial japonesa Chuo Koronsha, en español es traducida por Nélida M. de Machain para la editorial argentina Emecé.

## Contexto y estructura
La historia tiene lugar durante el siglo XX teniendo como localizaciones la ciudad de Kioto y el pueblo de Kamakura. Es contada por un narrador omnisciente tomando en consideración los pensamientos de los dos personajes principales.

## Personajes
Oki Toshio. Es un novelista afamado y un erudito de las letras japonesas, es también un hombre de familia, esposo de Fumiko y padre de dos hijos: Taichiro y Kumiko. Le debe su reconocimiento a su novela "Una chica de dieciséis" que es una obra autobiográfica que narra el trágico romance entre él mismo y Ueno Otoko, por medio de esta novela como su esposa ha conocido los detalles de una relación que su esposo sostenía estando casado con ella. Muchos años después, a sus cincuenta años viaja a Kioto con motivo del año nuevo y la esperanza de encontrarse con Otoko. Ese encuentro desencadenará la trama del resto de la novela.
Ueno Otoko. Es una pintora muy renombrada y la "heroína" de la novela "Una chica de dieciséis" de Oki Toshio. Vive con su alumna Sakami Keiko, quien es su fiel admiradora y se convierte en pintora con el único fin de estar cerca de ella. Durante la época en que Oki y ella tuvieron su romance, ella todavía vivía con su madre, a quien ella a lo largo de la obra trata de evocar sin éxito. El origen de su gusto por la pintura es el trastorno que le produjo la muerte de su única hija al nacer, la cual engendró con Oki durante su fugaz romance. Aun tantos años después, y luego de todo lo sucedido, ella parece seguir tan enamorada de él como antes.
Sakami Keiko. Es la aprendiz de pintora y compañera de vivienda de Ueno Otoko. Al principio ella se muestra encantadora y muy recatada con Oki, y llega a prestarle sus pinturas junto con otros regalos en su hogar de Kamakura. Poco a poco la trama va revelando las verdaderas intenciones de Keiko, que parece guardar dos caras y está dispuesta a todo por consumar la venganza por lo sucedido con Otoko, después seducirá tanto a Oki como a Taichiro lo cual terminará en un desenlace trágico.
Oki Taichiro. Es el primogénito de Oki y Fumiko. Estudia la carrera de literatura japonesa medieval. Durante su primera visita, él se encarga de atender a Keiko lo cual lo acabará involucrando en los planes que ella tenía reservados para el padre. Esa intromisión lo llevará a enamorarse de la joven aprendiz de pintora y convertirse en parte de la venganza que ella le deparó a Toshio.
Oki Fumiko. Es la esposa de Oki, y trabaja como su mecanógrafa para sus novelas. Es una mujer de  carácter muy fuerte que no para de cuestionar a su marido. En un principio se muestra celosa en la época en que Oki tuvo su romance con Otoko al grado de perseguirlo con el pequeño Taichiro en brazos, pero en el tiempo de la trama parece resignada e irónica aunque en el fondo sigue guardando rencor. Una de las ideas más recurrentes de Fumiko es la resignación con la que aceptó su derrota como esposa ante el romance que su esposo tuvo que revelarle durante la creación de "Una chica de dieciséis".

## Capítulos
- Campanas del templo
- Primavera temprana
- La festividad de la luna llena
- Un cielo cargado de lluvia
- Un jardín rocoso
- El loto en llamas
- Mechones de pelo negro
- Pérdidas estivales
- El lago